# El Sahugo
El Sahugo è un comune spagnolo di 254 abitanti situato nella comunità autonoma di Castiglia e León.